# Rezhwan
Rezhwan er et kurdisk navn, som både er et pige og drengenavn. Betydningen er afhængig af konteksten. Navnet betyder generelt "Stævnemødevej" og "Kærlighedsvej."
 Der er for få eller ingen kildehenvisninger i denne artikel, hvilket er et problem. Du kan hjælpe ved at angive troværdige kilder til de påstande, som fremføres i artiklen.

| Fornavne | Spire Denne artikel om et fornavn er en spire som bør udbygges. Du er velkommen til at hjælpe Wikipedia ved at udvide den. |